# Высокогорное (Крым)
Высокого́рное (укр. Високогірне, крымскотат. Tüzler, Тюзлер) — посёлок на южном берегу Крыма. Входит в городской округ Ялта Республики Крым (согласно административно-территориальному делению России; согласно административно-территориальному делению Украины — в Ливадийский поссовет Ялтинского горсовета Автономной Республики Крым).

## История
В османский период в Тузлере находился один из крупных невольничьих рынков, где захваченные в ходе крымско-ногайских набегов на Русь и ВКЛ/Речь Посполитую полоняники продавались купцам, которые вели торговлю с Константинополем, Трапезундом, Синопом, а также островами греческого Архипелага и Левантом.
В начале Первой мировой войны появилась здравница Тюзлер, когда правительство Российской империи озаботилось размещением и лечением многочисленных раненых с полей сражений. Тюзлер был построен в 1915 году и представлял собой три барака и помещения для медперсонала.
Высокогорное — посёлок при базе отдыха «Тюзлер», существующее, как оздоровительное учреждение, с начала XX века: в путеводителе 1929 года записан, как горная санатория Красного Креста «Тюзлер», как и в путеводителе 1935 года.
В 1940-х годах прежнее название Тюзлер было заменено на Высокогорное.
Время образования посёлка пока точно не установлено, известно, что на 1960 год он уже существовал в составе Ливадийского поссовета, как и все последующие годы. С 12 февраля 1991 года селение в составе восстановленной Крымской АССР, 26 февраля 1992 года переименованной в Автономную Республику Крым. С 21 марта 2014 года в составе Крыма, Россия, с 5 июня 2014 года — в Городском округе Ялта.

## Население
| 2001 | 2014 | 2016 |
| ---- | ---- | ---- |
| 137  | ↘127 | ↗134 |

## География
Посёлок расположен на 11-м километре горной дороги 35К-020 Бахчисарай — Ялта (по украинской классификации — Т-0117), на территории Ялтинского заповедника, южнее хребта Ай-Петринская Яйла, высота центра села над уровнем моря 695 м.
В Высокогорном 1 улица — Лесная, площадь посёлка 10,6 гектара, на которых, по данным сельсовета на 2009 год, числилось 143 жителя.